# Tatarinovita
La tatarinovita és un mineral de la classe dels sulfats, que pertany al grup de l'ettringita.

## Característiques
La tatarinovita és un sulfat de fórmula química Са₃Al(SO₄)[B(OH)₄](OH)₆·12H₂O. Va ser aprovada com a espècie vàlida per l'Associació Mineralògica Internacional l'any 2015. Cristal·litza en el sistema hexagonal.
Va ser descoberta al mur occidental del dipòsit de Bazhenovskoe, a Asbest, a l'óblast de Sverdlovsk (Districte Federal dels Urals, Rússia). Es tracta de l'única localitat on ha estat trobada aquesta espècie mineral.